# Хобсон, Ноэл
Ноэл Хелмор Хобсон (англ. Noel Helmore Hobson, 15 июля 1934, Крайстчёрч, Новая Зеландия) — новозеландский хоккеист (хоккей на траве), нападающий.

## Биография
Ноэл Хобсон родился 15 июля 1934 года в новозеландском городе Крайстчёрч.
В 1956 году вошёл в состав сборной Новой Зеландии по хоккею на траве на Олимпийских играх в Мельбурне, занявшей 6-е место. Играл на позиции нападающего, провёл 4 матча, мячей (по имеющимся данным) не забивал.
В 1960 году вошёл в состав сборной Новой Зеландии по хоккею на траве на Олимпийских играх в Риме, занявшей 5-е место. Играл на позиции нападающего, провёл 8 матчей, забил 2 мяча (по одному в ворота сборных Нидерландов и Дании).

## Семья
Сын Ноэла Хобсона Скотт Хобсон (род. 1967) также играл за сборную Новой Зеландии по хоккею на траве, в 1992 году участвовал в летних Олимпийских играх в Барселоне.